# Ладомировское сельское поселение
Ладоми́ровское се́льское поселе́ние — муниципальное образование в Ровеньском районе Белгородской области.
Административный центр — село Ладомировка.

## История
Ладомировское сельское поселение образовано 20 декабря 2004 года в соответствии с Законом Белгородской области № 159.

## Население
| 2010  | 2011  | 2012  | 2013  | 2014  | 2015  | 2016  | 2017  | 2018  |
| ----- | ----- | ----- | ----- | ----- | ----- | ----- | ----- | ----- |
| 1272  | ↘1267 | ↘1241 | ↘1206 | ↗1224 | ↘1212 | ↘1207 | ↘1195 | ↘1175 |
| 2019  | 2020  | 2021  |       |       |       |       |       |       |
| ↘1163 | ↘1154 | ↘1121 |       |       |       |       |       |       |

## Состав сельского поселения
| № | Населённый пункт | Тип населённого пункта       | Население |
| - | ---------------- | ---------------------------- | --------- |
| 1 | Жабское          | село                         | ↘514      |
| 2 | Ладомировка      | село, административный центр | ↘755      |
| 3 | Лимарев          | хутор                        | ↘1        |
| 4 | Сидоров          | хутор                        | ↘2        |
| 5 | Чуфинов          | хутор                        | →0        |